# Parijs-Roubaix 2003
De 101e edite van Parijs-Roubaix werd verreden op zondag 13 april 2003. Winnaar was Peter Van Petegem gevolgd door Dario Pieri en Vjatsjeslav Jekimov.

## Verloop
Na 259 kilometer won Van Petegem de sprint van de kopgroep van drie. De beste Belg na de winnaar was Marc Wauters en de beste Nederlander Servais Knaven op respectievelijk 15' en 36' seconden achterstand. Door zijn overwinning pakte Van Petegem de dubbel Parijs-Roubaix en de Ronde van Vlaanderen. Hij was de achtste renner die beide klassiekers won in hetzelfde jaar.

## Uitslag
| Parijs-Roubaix 2003 |                     |                      |          |
| Plaats              | Naam                | Ploeg                | Tijd     |
| Winnaar             | Peter Van Petegem   | Lotto-Domo           | 6u11'35" |
| 2                   | Dario Pieri         | Saeco                | z.t.     |
| 3                   | Vjatsjeslav Jekimov | US Postal            | z.t.     |
| 4                   | Marc Wauters        | Rabobank             | + 15"    |
| 5                   | Andrea Tafi         | Team CSC             | + 36"    |
| 6                   | Romāns Vainšteins   | Vini Caldirola       | z.t.     |
| 7                   | Servais Knaven      | Quick Step-Davitamon | z.t.     |
| 8                   | Daniele Nardello    | Team Telekom         | z.t.     |
| 9                   | Rolf Aldag          | Team Telekom         | z.t.     |
| 10                  | Sergej Ivanov       | Fassa Bortolo        | + 1' 08" |

1896 · 
1897 · 
1898 · 
1899 · 
1900 · 
1901 · 
1902 · 
1903 · 
1904 · 
1905 · 
1906 · 
1907 · 
1908 · 
1909 · 
1910 · 
1911 · 
1912 · 
1913 · 
1914 · 
1915 · 
1916 · 
1917 · 
1918 · 
1919 · 
1920 · 
1921 · 
1922 · 
1923 · 
1924 · 
1925 · 
1926 · 
1927 · 
1928 · 
1929 · 
1930 · 
1931 · 
1932 · 
1933 · 
1934 · 
1935 · 
1936 · 
1937 · 
1938 · 
1939 · 
1940 · 
1941 · 
1942 · 
1943 · 
1944 · 
1945 · 
1946 · 
1947 · 
1948 · 
1949 · 
1950 · 
1951 · 
1952 · 
1953 · 
1954 · 
1955 · 
1956 · 
1957 · 
1958 · 
1959 · 
1960 · 
1961 · 
1962 · 
1963 · 
1964 · 
1965 · 
1966 · 
1967 · 
1968 · 
1969 · 
1970 · 
1971 · 
1972 · 
1973 · 
1974 · 
1975 · 
1976 · 
1977 · 
1978 · 
1979 · 
1980 · 
1981 · 
1982 · 
1983 · 
1984 · 
1985 · 
1986 · 
1987 · 
1988 · 
1989 · 
1990 · 
1991 · 
1992 · 
1993 · 
1994 · 
1995 · 
1996 · 
1997 · 
1998 · 
1999 · 
2000 · 
2001 · 
2002 · 
2003 · 
2004 · 
2005 · 
2006 · 
2007 · 
2008 · 
2009 · 
2010 · 
2011 ·
2012 · 
2013 ·
2014 ·
2015 ·
2016 ·
2017 ·
2018 ·
2019 ·
2020 · 
2021 · 
2022 · 
2023 · 
2024 · 
2025